# Malcolm Rogers
Malcolm Rogers (1948) is een Brits conservator. Hij is directeur van het Museum of Fine Arts in de Amerikaanse stad Boston.
Hij studeerde Engelse taal- en letterkunde aan de Universiteit van Oxford. Vanaf 1983 was hij plaatsvervangend directeur en vanaf 1985 plaatsvervangend conservator van de National Portrait Gallery in Londen. In september 1994 werd hij directeur van het Museum of Fine Arts in Boston. Onder zijn directeurschap werd dit museum aanzienlijk uitgebreid en werden er een aantal belangrijke aankopen gedaan, waaronder werk van Degas, Matisse en de hedendaagse, Amerikaanse kunstenaar Chuck Close. In december 2003 werd Rogers vanwege zijn verdiensten voor zowel de Britse als de Amerikaanse kunst benoemd tot commandeur van de Orde van het Britse Rijk.